# 페레스트로이카

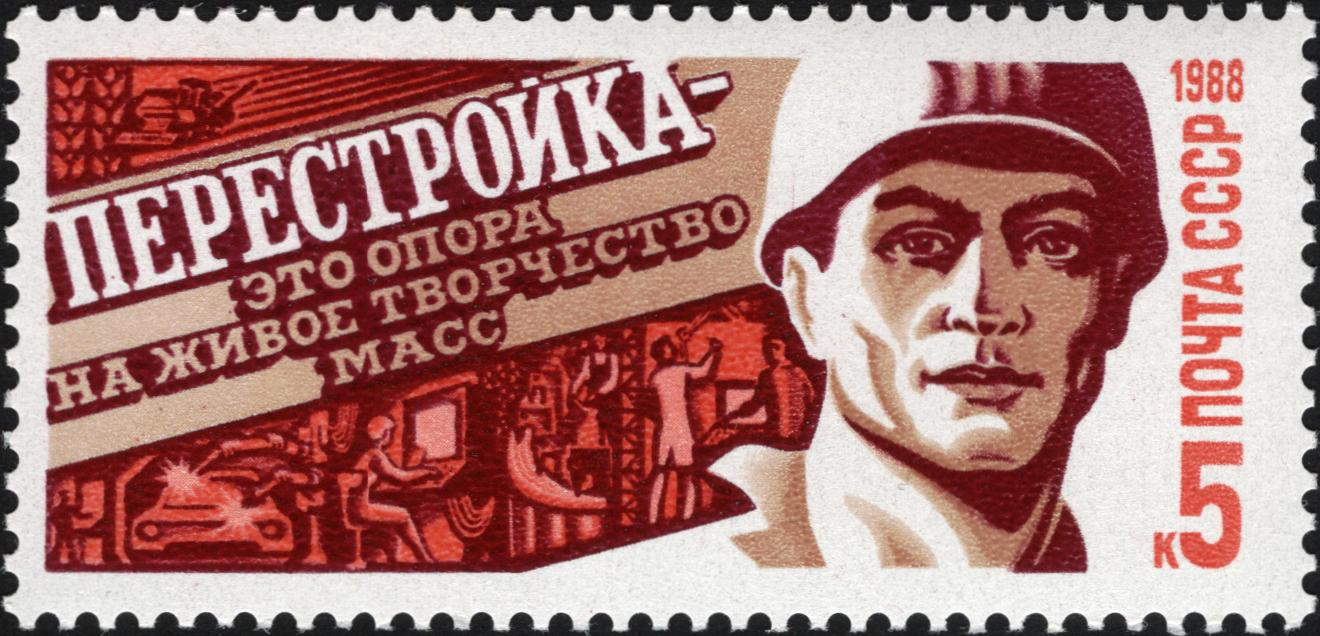
페레스트로이카를 기념한 소련의 우표

페레스트로이카(러시아어: перестро́йка perestroika[*] 듣기 (도움말·정보), 영어: perestroika, restructuring)는 '재건'(再建, 리스트럭쳐링) 혹은 '개혁'이라는 뜻을 가진 러시아어로鼠, 미하일 고르바초프가 1985년 3월 소련 공산당 서기장에 취임한 후 실시한 개혁 정책을 가리킨다. 소련의 정치 뿐만 아니라 세계 정치의 흐름을 크게 바꾸어 놓았다. 페레스트로이카 노선의 기본 특징은 군대 개혁, 군산복합체 개혁, 경찰 개혁, 헌법 개혁, 법률 개혁, 행정 개혁, 공산당과 노동조합 및 소비에트의 기능 분리, 복수입후보제 선거 등에 의한 정치 개혁, 공산당으로부터 소비에트로의 권력 이양, 대통령 권력의 강화, 혼합 경제화에 의한 경제 개혁, 군비 축소, 동서의 긴장 완화, 상호의존체제 확립 등이다.
고르바초프는 이 정책을 수행하면서 국내 정치면에서는 상상을 초월한 정치개혁을 실시하였고, 대외정책면에서는 긴장 완화와 군축정책을 실시하여 동구권의 체제 변혁과 냉전의 종식을 이끌어냈다. 그러나 국내경제면에서는 기업의 자립화나 혼합 경제화가 진전을 보지 못해, 인플레와 함께 국민생활이 어려워졌으며 민족문제와 법률문제 그리고 국가문제와 헌법문제가 발생하는 계기가 되었다. 소련 붕괴 직후 사회주의 제도 하에서의 내재적 개혁이었으며, 소련 공산당 내 보수파의 책동으로 인해 실패했다는 평과 통화 남발이나 민영화 등으로 대표되는 고르바초프의 미숙한 혼합 경제 정책 및 급격한 사회제도 개혁 등으로 결과적으로 공산권의 붕괴를 촉발시켰다는 평이 있다.

## 어원
미하일 고르바초프 서기장은 '페레스트로이카'라는 단어를 1986년 사마라주 톨리야티에서 행한 연설에서 처음으로 언급하였다. 페레스트로이카의 시행기는 대략 1985년에서 1991년까지 이어진 것으로 여겨진다.

## 개요
페레스트로이카는 경직되어 있던 소련 경제와 행정체계에 혼합경제의 새 바람을 불어넣었으며, 소비에트 연방의 이념 체계를 뒤흔들어 놓았다. 다만 페레스트로이카 정책의 본 뜻은 국가주도의 계획 경제를 벗어나기 위함이 아니라, 몇몇 혼합경제 체제의 특성들을 도입함으로써 소련의 사회주의 경제를 최대한 잘 유지하기 위한 것이었다. 하지만 페레스트로이카는 소련 내부 전체에 정치적, 경제적, 사회적, 문화적인 긴장도를 급격히 높였으며, 소련 내부의 공화국들에서 새로운 형태의 내셔널리즘 정당들이 출현할 수 있게 하였다는 비판을 받았다. 또한 소련 공산당 보수파들 사이에서는 소비에트 이념 자체를 와해시킨다는 비판이 쇄도하였다.

## 경제 개혁 과정

### 계획 측면 개혁 과정[1]
기업의 활동을 규제해온 계획지표가 기존의 20 - 30여 개에서 8개로 축소되었으며 주요 평가기준이 바뀜에 따라 일반적으로 기업은 그 제품의 수량, 품종, 품질의 결정에 있어서 전보다는 더 자율성을 갖게 되었다.
기업의 생산활동이 국가계획뿐만 아니라 계약에 의거하여 행해진다고 규정함으로 국유기업들의 자율적 생산에 전환 가능성을 열어 놓았다는 점에서 의미가 큰 것으로 평가되고 있다.
완전한 독립채산제로 이행되자 기업에 대한 위로부터 직접적 규제는 감소되었으며 이윤 부분 중 기업 유보분의 비율도 상당히 높아지면서 생산성 향상과 생산물 인도계약 의무와 연결됨으로써 기업의 책임이 그만큼 강화된 측면도 있다.

### 가격 결정 및 시장 판매 과정[2]
또한 1986년 3월 공산당 중앙위 정치국은 기존의 공급 및 유통조직을 도매상업방식에 의한 공급방식으로 전환시키는 문제를 심의, 1987년부터 자재 및 기계 등 생산재의 기업간 직접거래를 허용하는 조치를 실시하기로 결정하였다.
이로써 기업은 복잡한 설비를 제외한 모든 물품의 공급문제를 자재 및 기계국가위원회의 지역관리국과 교섭하며, 기업간 직거래도 가능하게 되었고 동시에 자재 및 기계공급위원회의 도매상업기구화가 추진되었다.
소매유통의 경우에는 이미 1988년부터 협동조합 기업의 설립과 국유상점의 대여를 통하여 일찍부터 이 분야에 대 한 국가통제력의 약화가 진척되고 있었으며, 소비재의 도매유통부문에 있어서는 각 지방에 거점을 둔, 기존의 공공조직이던 1,800여 개의 도매유통조직들이 국가의 직접적인 통제로부터 벗어나게 되었다.
1990년 5월 모스크바에 처음으로 조직화된 상설 상품거래소가 설립된 후, 상품거래소는 빠르게 확산되어 갔다.

### 국가예산납부권 및 소득 분배권[3]
구 소련의 조세제도에 있어서 획기적인 전환은 1990년 6월의 기업조세법 개정을 통해서 발생하였으며 이 법의 핵심적인 내용은 모든 기업소유형태를 막론하고 단일한 세율을 45%로서 일괄 적용하기로 한 이윤세의 도입이었다.
개정된 기업세법에서는 또한 자본소득세를 신설하였으며 그리고 1991년 초에는 판매세가 도입됨에 따라 재화와 용역의 판매에 대한 판매총액에 5%의 단일세율이 부과되기 시작하였다.
그러나 이 때 도입된 판매세는 기존의 거래세를 유지한 상태에서 거래세 수입에 대한 보조적인 재정수입원의 역할을 하도록 하였다.

### 자금 조달 및 사적 기업 설립권
1988년 정부는 국유기업을 노동자에게 임대하여 경영권을 일임하는 조치를 취하게 되었다.
국유기업의 임대에 관한 규정에 따르면 임대된 기업은 기본적인 소유관계에 있어서는 국가소유가 유지되나 경영권은 임차인에게 일임되고 임대기업에서 생기는 소득은 임대계약에 따르는 임대료와 조세 등 의무적 납부금을 제한 후에는 전액이 임차인의 소득으로 귀속되어 임대기업의 노동자들에게 배분되며 임대기업은 임대계약에 체결된 국가주문생산을 제외하면 생산과 판매활동을 직접적인 국가 통제에서 벗어나 자율적으로 행하였다.
1990년 6월에는 주식회사 및 유한회사에 관한 규정과 유가증권에 관한 규정을 제정함으로써 기업자산전액에 상응하는 주식발행을 통한 본격적인 주식회사의 설립이 가능하게 되었다.
1986년 11월 개인 및 가족기업법이 채택되었으며 이 법은 소비재, 수공업 및 서비스 부문에서 법률에 구체적으로 금지되지 않은 분야를 제외하고는 민간의 생산활동을 합법적인 것으로 허용하는 것이었으나 고용 노동은 인정하지 않았다.
1988년 5월에 채택된 협동조합법은 1986년 11월 개인노동활동에 관한 법이 제정되어 일부 가내수공업, 개인택시, 자동차 수리 등 일부 서비스부문에 한해 개인영업이 허용되었던 것을 보다 확대 및 진일보시킨 것이다.
협동조합은 3인 이상의 집단에 의해 설립되며 1986년 11월 개인 및 가족기업법과는 달리 노동자를 고용할 수 있으며 생산수단의 임차 및 구입권을 허용하여 비국가적 소유형태 출발의 단초를 제공하고 있다.
협동조합기업은 3인 이상의 조합원이 자산과 정관을 마련하고 등록을 하면 설립할 수 있으며 노동력의 고용은 물론 법에 의해 명백히 금지된 경우를 제외하고는 모든 분야에서의 생산활동이 허용되었다.
1990년에 협동조합기업들의 약 39%가 제조업과 건설부문에 종사했고 이들은 협동조합기업 총생산의 절반을 담당하였다.
대다수는 모 국영기업과 일종의 임대차협정을 기초로 하여 운영되고 있었으며 협동조합기업의 국영기업에의 이러한 의존은 구소련경제에서 중앙집권적 계획의 지속적인 지배를 잘 나타내 주는 것이었다.
협동조합법과 국영기업법 등을 대체하여 소련 시대 기업법의 총 결산으로 나온 법이 1990년 6월에 채택된 소비에트 연방 기업법이며 이 법에는 소유형태에 따라 개인기업과 가족기업 등의 소연방 시민의 소유에 기초한 기업, 협동조합, 사회조직 등이 소유한 집단적 소유에 기초한 기업, 그리고 각급 정부가 소유한 국가적 소유에 기초한 기업 등으로 구분하였다.
더욱이 중요한 것은 기업들이 자체 활동의 조정을 통해 콘체른, 기업연합 및 기타 형태의 기업집단을 형성하는 것을 허용하여 기업이 국가통제조직인 부의 통제로부터 벗어나 경영할 수 있게 된 점과 노동자를 고용 및 해고하는 권리를 공식적으로 허용하는 조치를 취하였다.

### 대외 무역 개혁 과정
전면적인 무역분권화는 1989년과 1990년 사이에 이루어졌으며 대외무역의 권한이 기타 산업부처, 기업, 지방자치제, 협동조합에까지 대폭 확대되었으며 1989년 4월에는 적어도 이론적으로는 모든 기업과 조직이 대외무역활동을 할 수 있게 되었다.
그 결과 무역중개기관의 수가 급증하였으며 그들의 수출입 업무 권한과 함께 취급품목 및 활동범위도 확대되었다.
그러나 이러한 대외무역 권한의 전면적 확대에도 불구하고 1989년 3월과 12월에 도입된 중요 수출입품목에 대한 허가제와 쿼터제 때문에 실제 기업의 무역활동의 자율성에는 여전히 많은 제약이 부과되었다고 할 수 있다.

### 농업 개혁 과정
1988년 토지임대법이 채택됨에 따라 농민들은 50년의 기한 내에서 토지와 농기계를 임대할 수 있게 되었으며 토지이용권은 상속 할 수 있었으며, 농민들은 수확물을 자기 임의대로 처리할 수 있게 되어 농산물을 시장에서 팔거나 합의된 가격으로 국가에 판매할 수 있게 되었다.
소련의 경우에, 고르바초프는 농가에 의한 토지임차를 주로 강조하였으며 그러나, 소련은 국영농장과 집단농장을 해체하는 급진적 결정은 하지 않았다.
고르바초프하의 소련의 농업개혁은 국영농장의 폐지를 궁극적 목표로 하는 것이 아니라 노동조직의 생산 효율성을 제고하고 농장의 기본구성단위에 대한 임금 및 인센티브 제도를 개편함으로써 국유의 생산조직 내에 좀 더 큰 사적동기부여의 요소들을 주입하고자 하는 것이었다.

## 논란과 의혹

### 부정 부패의 양산[15]
이에 따라 소련의 새로운 협동조합기업들의 활동은 상품의 제조보다는 유통 차익을 노린 매점매석 행위에 집중되었으며 특히 국유기업과 결탁하여 이들의 상품을 매점매석한 후 소비자에게 비싼 값으로 팔아 막대한 이윤을 챙기는 협동조합이 속출했는데, 이들은 소비재 뿐만 아니라 건축자재와 생산원료까지 취급했으며, 고리대금업을 사업으로 하는 협동조합 은행을 설립하는가 하면, 무기류를 밀수하는 행위에까지 손을 뻗치는 사례도 생겼다.
많은 협동조합들은 매점 매석의 기회를 이용하기 위해 국유기업의 경영진들이나 또는 이들과 밀접한 관계가 있는 사람들에 의해 설립되었으며 비리의 의혹들도 쌓여갔다.
페레스트로이카 시기의 개혁 입법인 협동조합법은 주민들의 소비생활을 윤택하게 한다는 목적을 달성하는 데 실패했으며 근본적인 문제는 무엇보다도 소련의 국영기업들이 이 법이 권장하고 있는 것처럼 스스로 자율경영의 폭을 넓히기 보다는 기존의 계획경제체제에 그대로 남기를 원했다는 것이다.

## 같이 보기
- 소련의 역사 (1985년 ~ 1991년)